# Sennik (singel)
Sennik (zapis stylizowany: sennik) – czternasty singel polskiej piosenkarki Bryski z jej debiutanckiego albumu studyjnego, zatytułowanego moja ciemność. Singel został wydany 14 lipca 2022.

## Geneza utworu i historia wydania
Utwór napisali i skomponowali Gabriela Nowak-Skyrpan oraz Radosław Bieńkuński, który również odpowiada za produkcję utworu.
Singel ukazał się w formacie digital download 14 lipca 2022 w Polsce za pośrednictwem wytwórni płytowej Magic Records w dystrybucji Universal Music Polska. Piosenka została umieszczona na debiutanckim albumie studyjnym Bryski – moja ciemność.
Piosenka znalazła się na polskiej składance Hity na czasie: Jesień 2022 (wydana 30 września 2022).

## Teledysk
Do utworu powstał teledysk w reżyserii TheDreams Studio, który udostępniono 15 lipca 2022 za pośrednictwem serwisu YouTube.

## Lista utworów
- Digital download[2]

1. „Sennik” – 2:37